# Sărituri cu schiurile la Jocurile Olimpice de iarnă din 2022
Probele sportive de sărituri cu schiurile Jocurile Olimpice de iarnă din 2022 s-au desfășurat în perioada 5-14 februarie 2022 la Zhangjiakou, China la Centrul de schi nordic și biatlon din Guyangshu.

## Sumar medalii

### Clasament pe țări
| Loc   | Țară     | Aur | Argint | Bronz | Total |
| ----- | -------- | --- | ------ | ----- | ----- |
| 1     | Slovenia | 2   | 1      | 1     | 4     |
| 2     | Austria  | 1   | 1      | 0     | 2     |
| 2     | Japonia  | 1   | 1      | 0     | 2     |
| 4     | Norvegia | 1   | 0      | 0     | 1     |
| 5     | Germania | 0   | 1      | 2     | 3     |
| 6     | COR      | 0   | 1      | 0     | 1     |
| 7     | Canada   | 0   | 0      | 1     | 1     |
| 7     | Polonia  | 0   | 0      | 1     | 1     |
| Total | Total    | 5   | 5      | 5     | 15    |

### Probe sportive
| Probă sportivă                                  | Aur                                                               | Aur    | Argint                                                          | Argint | Bronz                                                                                 | Bronz |
| Individual masculin, trambulină normală detalii | Ryōyū Kobayashi · Japonia (JPN)                                   | 275,0  | Manuel Fettner · Austria (AUT)                                  | 270,8  | Dawid Kubacki · Polonia (POL)                                                         | 265,9 |
| Individual masculin, trambulină mare detalii    | Marius Lindvik · Norvegia (NOR)                                   | 296,1  | Ryōyū Kobayashi · Japonia (JPN)                                 | 292,8  | Karl Geiger · Germania (GER)                                                          | 281,3 |
| Echipe masculin, trambulină mare detalii        | Austria · Stefan Kraft · Daniel Huber · Jan Hörl · Manuel Fettner | 942,7  | Slovenia · Lovro Kos · Cene Prevc · Timi Zajc · Peter Prevc     | 934,4  | Germania · Constantin Schmid · Stephan Leyhe · Markus Eisenbichler · Karl Geiger      | 922,9 |
| Individual feminin, trambulină normală detalii  | Urša Bogataj · Slovenia (SLO)                                     | 239,0  | Katharina Althaus · Germania (GER)                              | 236,8  | Nika Križnar · Slovenia (SLO)                                                         | 232,0 |
| Echipe mixt detalii                             | Slovenia · Nika Križnar · Timi Zajc · Urša Bogataj · Peter Prevc  | 1001,5 | COR Irma Makhinia Danil Sadreev Irina Avvakumova Evgenii Klimov | 890,3  | Canada · Alexandria Loutitt · Matthew Soukup · Abigail Strate · Mackenzie Boyd-Clowes | 844,6 |